# Воден (Ямболская область)
Воден (болг. Воден) — село в Болгарии. Находится в Ямболской области, входит в общину Болярово. Население составляет 348 человек.

## Политическая ситуация
В местном кметстве Воден, в состав которого входит Воден, должность кмета (старосты) исполняет Елена Петрова Анева (Болгарская социалистическая партия (БСП)) по результатам выборов.
Кмет (мэр) общины Болярово — Христо Димитров Христов (Болгарская социалистическая партия (БСП)) по результатам выборов.